# Robert Gadocha
Robert Gadocha es un exfutbolista polaco, conocido por jugar en el Legia de Varsovia y en la Selección nacional de Polonia que ganó la medalla de oro en los Juegos Olímpicos de Múnich 1972 y quedó tercera en el Mundial de Alemania 1974.
Como profesional su carrera discurrió en el Legia de Varsovia, el FC Nantes y el Chicago Sting, donde acabó su carrera. Con su selección disputó 62 partidos anotando la cifra de 16 goles.

## Clubes
- 1966-1974: Legia de Varsovia
- 1975-1977: FC Nantes
- 1977-1978: Chicago Sting

## Palmarés

### Torneos internacionales
- Medalla de oro en los JJ. OO. de Múnich 1972

- Datos: Q714331
- Multimedia: Robert Gadocha / Q714331